# Конгломерат (экономика)
Конгломера́т (от лат. conglomerates — скопившийся, собранный) — объединение фирм, иногда — юридическое лицо, в состав которого входят компании, осуществляющие предпринимательскую деятельность в различных отраслях экономики. Конгломераты, в основном, присущи развивающимся и развитым рынкам, а также многопрофильным компаниям.
В государственном и муниципальном управлении конгломератом могут называться города или целые регионы, фактически сросшиеся друг с другом в экономическом плане, но управляемые раздельно (Москва и Московская область).
Как правило, конгломераты образуются путём поглощения крупной компанией нескольких десятков мелких и средних фирм различных отраслей и сфер деятельности, не имеющих между собой производственных, сбытовых или других функциональных связей.
Конгломераты являются публичными компаниями, акции которых торгуются на фондовых биржах, как правило, с дисконтом к чистой стоимости их активов.
Одними из самых известных компаний-конгломератов являются General Electric, Virgin Group и Hitachi.